# ياكير أهارونوف
ياكير أهارونوف (بالعبرية: יקיר אהרונוב‏) هو عالم إسرائيلي في مجال فيزياء ولد في 28 أغسطس 1932

 في حيفا، الانتداب البريطاني على فلسطين، حائز على جائزة قلادة العلوم الوطنية الأمريكية (2010) و جائزة وولف (1998).

## وصلات خارجية
- الموقع الرسمي لجائزة قلادة العلوم الوطنية الأمريكية